# 紀元前780年
紀元前780年（きげんぜん780ねん）は、西暦による年。

## 他の紀年法
- 干支 : 辛酉
- 中国
  - 周 - 幽王2年
  - 魯 - 孝公27年
  - 斉 - 荘公贖15年
  - 晋 - 文侯元年
  - 秦 - 荘公42年
  - 楚 - 若敖11年
  - 宋 - 戴公20年
  - 衛 - 武公33年
  - 陳 - 夷公元年
  - 蔡 - 釐侯30年
  - 曹 - 恵伯16年
  - 鄭 - 桓公27年
  - 燕 - 頃侯11年
- 朝鮮
  - 檀紀1554年
- ユダヤ暦 : 2981年 - 2982年

## できごと

### 中国
- 周の伯士が幽王の命を受けて六済の戎を攻撃したが、敗死した。
- 西周や三川で地震があった。